# Flurin Caviezel
Flurin Caviezel (Luven, cantón de los Grisones, 19 de octubre de 1934 - Coira, 8 de diciembre de 2008) fue un escritor suizo en lengua retorromance.
Tras estudiar en el seminario escolástico de Coira, donde pasa dar clases en la escuela primaria de Luven y, tras algunos años en Glion, desde 1965 hasta su jubilación, en Coira.

## Obra
- Mia primavera, poesía (1958).
- Strolis e striuns, narración, OSL 1478 (1979).
- Tema per Pauli, historia corta, OSL 1498, 1981.
- ... da cuolm, prosa y poesía, 1984.